# Monosyntaxis samoënsis
Monosyntaxis samoënsis är en fjärilsart som beskrevs av Hans Rebel. Monosyntaxis samoënsis ingår i släktet Monosyntaxis och familjen björnspinnare. Inga underarter finns listade i Catalogue of Life.